# Haliplus falli
Haliplus falli är en skalbaggsart som beskrevs av Mank 1940. Haliplus falli ingår i släktet Haliplus och familjen vattentrampare. Inga underarter finns listade i Catalogue of Life.